# Klavdiya Ivanovna Shulzhenko
Klavdiya Ivanivna Shulzhenko - respectivamente, em ucraniano, Клавдія Іванівна Шульженко e, em russo, Кла́вдия Ива́новна Шульже́нко (Carcóvia, 24 de março de 1906 — Moscou, 17 de junho de 1984) foi uma cantora popular depois do surgimento da União Soviética.